# Ishaaq
Isak Klasson, artistnamn Ishaaq är en svensk musiker. Klasson är uppvuxen i Norrköping och var tidigare medlem i bandet Speedmarket Avenue. Han gjorde solodebut 2021 med skivan Best of Klasson som hade tydliga musikaliska influenser från hans pappas indiska ursprung.
Han fick stor uppmärksamhet 2023 när hans andra skiva, Andra, släpptes, detta på grund av att den pressades på en skiva av växtbaserat material istället för vanlig vinyl, något han var först i världen med. Båda Ishaaqs hittills utgivna album (2024) är producerade av Jari Haapalainen.

## Diskografi
- 2021 - Best of Klasson
- 2023 - Andra